# Epanagoge
El Epanagoge (en griego: Ἐπαναγωγή, «volver al punto»), más apropiadamente el Eisagoge (en griego: Εἰσαγωγή [τοῦ νόμου],  «Introducción [a la ley]») es un libro de derecho bizantino promulgado en 886. Iniciado bajo Basilio I el Macedonio (r. 867-886), sólo se completó bajo su hijo y sucesor, León VI el Sabio (r. 886-912). Como sugiere su nombre, estaba destinado a ser una introducción a la legislación de la Basilika, publicada más tarde durante el reinado de León.
La obra, organizada en 40 volúmenes, cubre casi todas las esferas del derecho y estaba destinada explícitamente a reemplazar a la anterior Ecloga, que data de la iconoclasta dinastía isáurica. A pesar de que se inspira en partes en la Ecloga. la fuente principal, sin embargo, es el Corpus iuris civilis de Justiniano I (r. 527-565), aunque a menudo muy alterado. El patriarca Focio de Constantinopla trabajó en su compilación y escribió el prefacio y las dos secciones que tratan de la posición y los poderes del emperador bizantino y el patriarca; notablemente, los poderes del patriarca parecen más amplios que en la legislación de Justiniano, tanto en lo que respecta al emperador como a los demás patriarcados de la Pentarquía.
El Epanagoge fue retirado del uso oficial poco después de su publicación, siendo reemplazado por el Prochiron (que antes se consideraba un antecesor del Epanagoge) veinte años después, pero sirvió como base para varios libros de derecho privado, como el Epanagoge Aucta o el Syntagma Canonum. A través de su traducción al eslavo, el Epanagoge encontró su camino hacia el derecho canónico ruso, incluido el Kormchaya Kniga del siglo XIII. Sus disposiciones sobre la posición del patriarca y la iglesia frente al gobernante temporal jugaron un gran papel en la controversia en torno al patriarca Nikón en el siglo XVII.